# Kenwood Limited

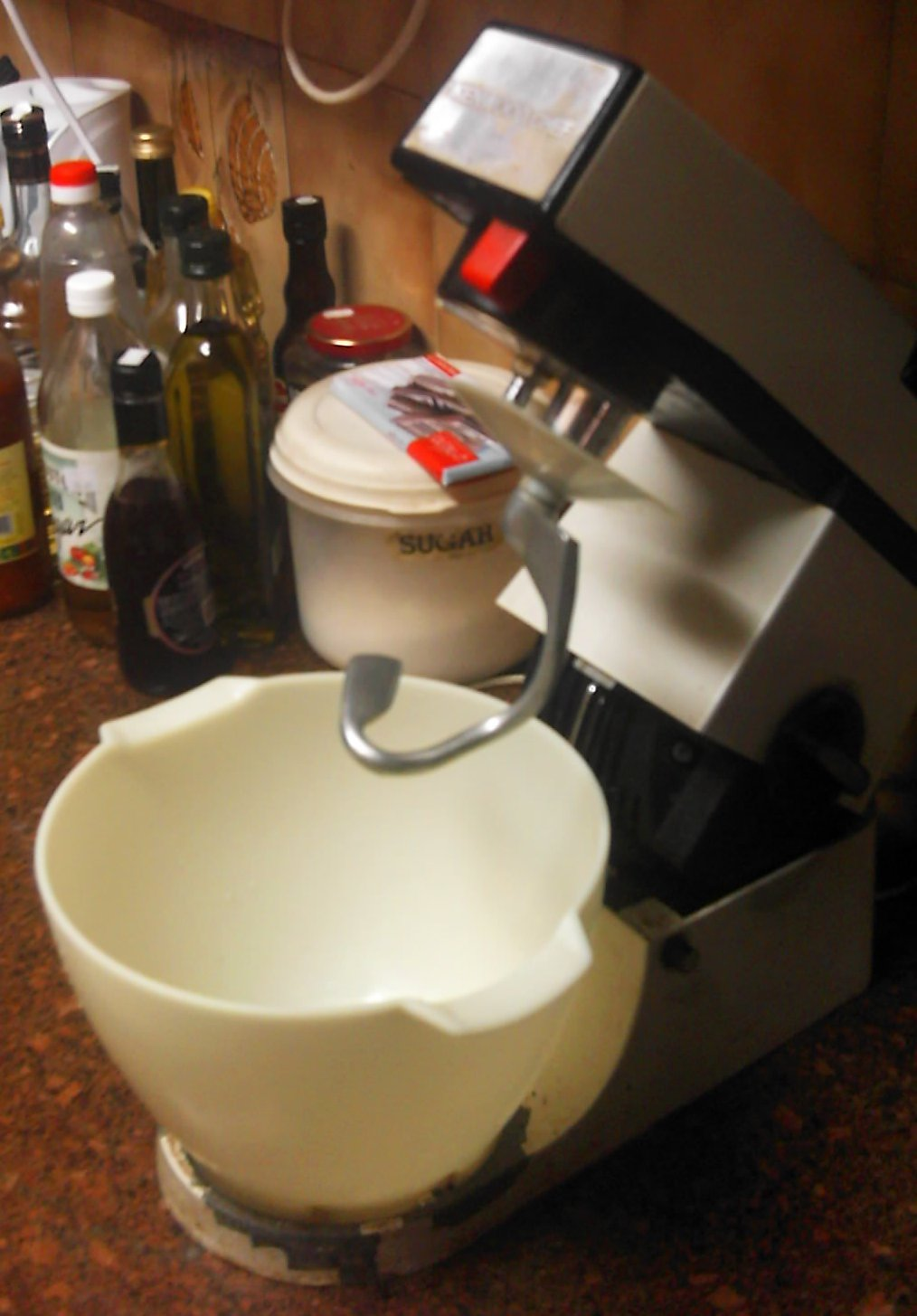
Historiska Kenwood Chef.

Kenwood är ett företag som tillverkar och designar konsumentprodukter, t.ex. kökmaskiner, elvispar, stavmixrar, blenders, matberedare, vattenkokare och brödrostar. Företaget, som har brittiska rötter, driver verksamhet i 44 länder och ägs idag av den italienska konsumentproduktkoncernen De'Longhi.
Företaget grundades 1947 av Kenneth Maynard Wood som började tillverkningen i sitt garage i staden Woking. Hans affärsidé var att göra vardagen enklare för kvinnor som arbetade i köket genom att ta fram arbetsbesparande köksapparater. År 1962 hade företaget vuxit ur sitt ursprungliga fabriksutrymme och man flyttade till Havant där företagets huvudkontor fortfarande ligger. Idag (2015) tillverkar Kenwood omkring 10 miljoner apparater årligen.

## Historia
1940-talet 

Den första Kenwood-produkten var en brödrost som uppfanns av grundaren Kenneth Wood. Produkten lanserades 1947 och fick namnet A100. En innovativ funktion var att det gick att rosta båda sidorna av brödet på en gång.
1950-1960-talet 

1950, tre år senare, lanserades den första upplagan av köksmaskinen Kenwood Chef hushållsmässan Ideal Home Exhibition. Maskinen hade tre kraftuttag med olika hastigheter som gjorde det möjligt att tillaga många olika typer av recept. Inom en vecka efter lanseringen var produkten utsåld på varuhuset Harrods i London, och maskinen blev en stor försäljningsframgång under hela 1960-talet.
1970-1980-talet 

Kenwood var den första tillverkare som använde elektrisk hastighetsreglering på sina produkter, en funktion som började användas 1973. Företagets första matberedare lanserades 1979. Kenwood byggde 1989 en fabrik i Kina som ett sätt att kunna tillgodose den ökande efterfrågan.
1990-2000-talet 

Kenneth Wood avled 1997 vid 81 års ålder efter en kort tids sjukdom. Idag har företaget mer än 80 internationella distributörer. Kenwood köptes upp av De'Longhi-koncernen år 2000.

2009 lanserade Kenwood Cooking Chef, den första köksmaskinen med inbyggt element för induktionsvärme som tillagar och blandar samtidigt.

Den ursprungliga formgivaren av Kenwood Chef, Kenneth Grange, adlades 2013 tack vare sina historiska design- och utformningsbidrag.

## Produkter
Kenwoods produkter omfattar följande kategorier:
- Köksmaskiner
- Tillagning av mat och dryck (Matberedare, mixers, råsaftcentrifuger, citruspressar)
- Frukost (Vattenkokare, brödrostar, kaffebryggare)